# Hodin
 (février 2024).
Hodin est un ancien distributeur de jeux de société basé en Belgique. Fondé[Quand ?], il diffusait dans tout le Benelux les jeux de très nombreux éditeurs étrangers, allemands, français, italiens, canadiens ou belges. Il a été racheté en 2009 par le groupe français Asmodee, qui l'a supprimé en tant qu'entité indépendante.